# Mistrovství světa v atletice 2007

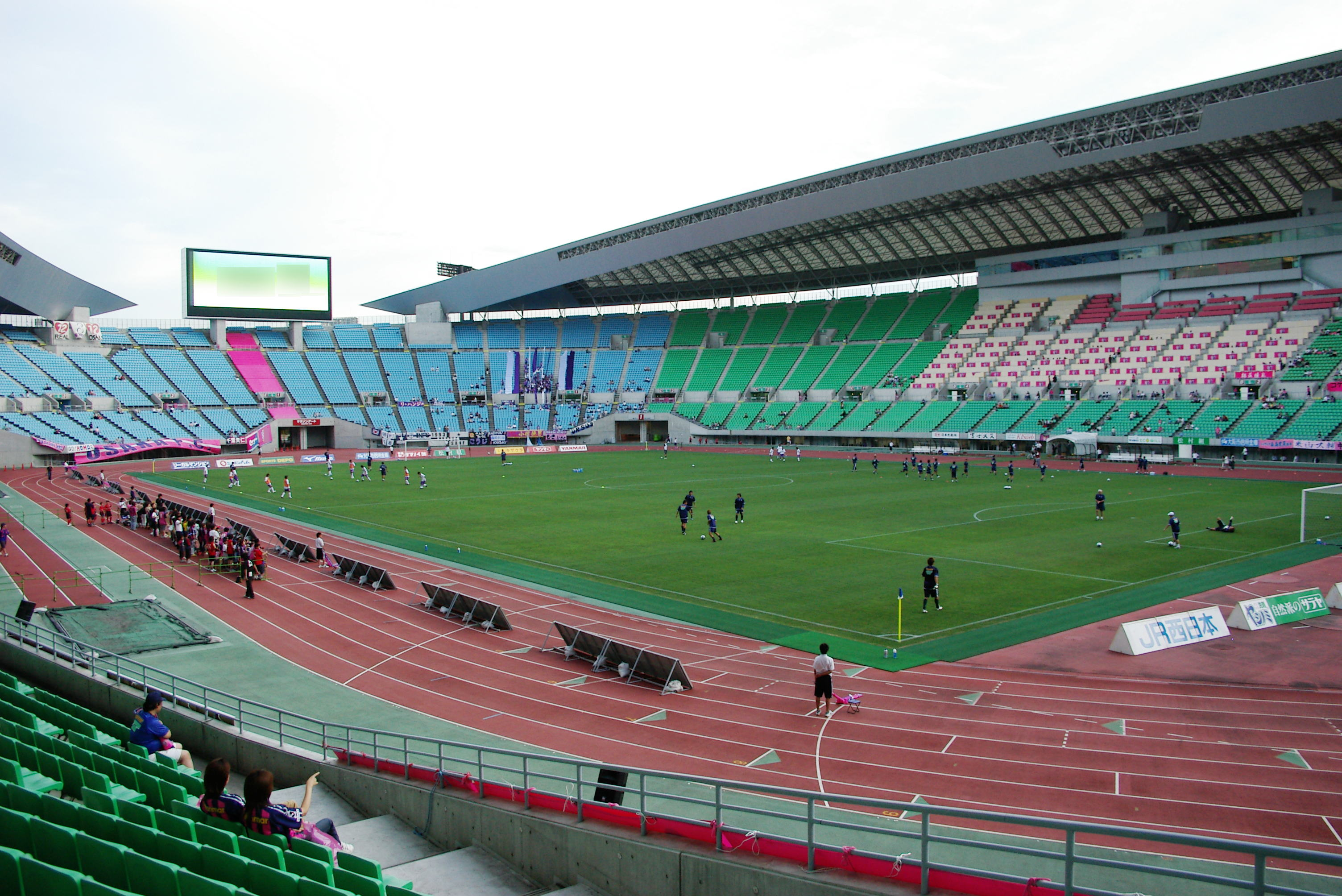
Stadión Nagai

11. mistrovství světa v atletice (oficiálním anglickým názvem: IAAF World Championship in Athletics Osaka 2007) se uskutečnilo mezi 25. srpnem a 2. zářím 2007 v japonské Ósace. Soutěže probíhaly na stadiónu Nagai a v jeho okolí. Mistrovství se zúčastnilo 1978 atletů z 203 zemí a oblastí, včetně 22 českých reprezentantů. Nejúspěšnější zemí se staly Spojené státy americké, Česká republika získala dvě zlaté a jednu stříbrnou medaili.

## Medailisté

### Muži
| Soutěž            | Zlato                                                                      | Stříbro                                                                 | Bronz                                                                                     |
| ----------------- | -------------------------------------------------------------------------- | ----------------------------------------------------------------------- | ----------------------------------------------------------------------------------------- |
| 100 m             | Tyson Gay 9,85                                                             | Derrick Atkins 9,91                                                     | Asafa Powell 9,96                                                                         |
| 200 m             | Tyson Gay 19,76                                                            | Usain Bolt 19,91                                                        | Wallace Spearmon 20,05                                                                    |
| 400 m             | Jeremy Wariner 43,45                                                       | LaShawn Merritt 43,96                                                   | Angelo Taylor 44,32                                                                       |
| 800 m             | Alfred Kirwa Yego 1:47,09                                                  | Gary Reed 1:47,10                                                       | Jurij Borzakovskij 1:47,39                                                                |
| 1500 m            | Bernard Lagat 3:34,77                                                      | Rašíd Ramzí 3:35,00                                                     | Shedrack Kibet Korir 3:35,04                                                              |
| 5000 m            | Bernard Lagat 13:45,87                                                     | Eliud Kipchoge 13:46,00                                                 | Moses Ndiema Kipsiro 13:46,75                                                             |
| 10 000 m          | Kenenisa Bekele 27:05,90                                                   | Sileši Sihine 27:09,03                                                  | Martin Irungu Mathathi 27:12,17                                                           |
| Maraton           | Luke Kibet 2:15:59                                                         | Mubarak Hasan Šami 2:17:18                                              | Viktor Röthlin 2:17:25                                                                    |
| 110 m př.         | Liou Siang 12,95                                                           | Terrence Trammell 12,99                                                 | David Payne 13,02                                                                         |
| 400 m př.         | Kerron Clement 47,61                                                       | Félix Sánchez 48,01                                                     | Marek Plawgo 48,12                                                                        |
| 3000 m př.        | Brimin Kipruto 8:13,82                                                     | Ezekiel Kemboi 8:16,94                                                  | Richard Mateelong 8:17,59                                                                 |
| Štafeta 4 × 100 m | USA 37,78 Darvis Patton Wallace Spearmon Tyson Gay Leroy Dixon             | Jamajka 37,89 Marvin Anderson Usain Bolt Nesta Carter Asafa Powell      | Velká Británie 37,90 Christian Malcolm Craig Pickering Marlon Devonish Mark Lewis-Francis |
| Štafeta 4 × 400 m | USA 2:55,56 LaShawn Merritt Angelo Taylor Darold Williamson Jeremy Wariner | Bahamy 2:59,18 Avard Moncur Micheal Mathieu Andrae Williams Chris Brown | Polsko 3:00,05 Marek Plawgo Daniel Dąbrowski Marcin Marciniszyn Kacper Kozłowski          |
| Chůze na 20 km    | Jefferson Pérez 1:22:20                                                    | Francisco Javier Fernández 1:22:40                                      | Hatem Ghula 1:22:40                                                                       |
| Chůze na 50 km    | Nathan Deakes 3:43:53                                                      | Yohann Diniz 3:44:22                                                    | Alex Schwazer 3:44:38                                                                     |
| Skok do výšky     | Donald Thomas 2,35 m                                                       | Jaroslav Rybakov 2,35 m                                                 | Kyriakos Ioannou 2,35 m                                                                   |
| Skok o tyči       | Brad Walker 5,86 m                                                         | Romain Mesnil 5,86 m                                                    | Danny Ecker 5,81 m                                                                        |
| Skok daleký       | Irving Saladino 8,57 m                                                     | Andrew Howe 8,47 m                                                      | Dwight Phillips 8,30 m                                                                    |
| Trojskok          | Nelson Évora 17,74 m                                                       | Jadel Gregório 17,59 m                                                  | Walter Davis 17,33 m                                                                      |
| Vrh koulí         | Reese Hoffa 22,04 m                                                        | Adam Nelson 21,61 m                                                     | Rutger Smith 21,13 m                                                                      |
| Hod diskem        | Gerd Kanter 68,94 m                                                        | Robert Harting 66,68 m                                                  | Rutger Smith 66,42 m                                                                      |
| Hod kladivem      | Ivan Tichon 83,63 m                                                        | Primož Kozmus 82,29 m                                                   | Libor Charfreitag 81,60 m                                                                 |
| Hod oštěpem       | Tero Pitkämäki 90,33 m                                                     | Andreas Thorkildsen 88,61 m                                             | Breaux Greer 86,21 m                                                                      |
| Desetiboj         | Roman Šebrle 8 676 bodů                                                    | Maurice Smith 8 644 bodů                                                | Dmitrij Karpov 8 586 bodů                                                                 |

### Ženy
| Soutěž            | Zlato                                                                             | Stříbro                                                                                                  | Bronz                                                                                           |
| ----------------- | --------------------------------------------------------------------------------- | --- | ----------------------------------------------------------------------------------------------- |
| 100 m             | Veronica Campbellová 11,01                                                        | Lauryn Williamsová 11,01                                                                                 | Carmelita Jeterová 11,02                                                                        |
| 200 m             | Allyson Felixová 21,81                                                            | Veronica Campbellová 22,34                                                                               | Susanthika Jayasingheová 22,63                                                                  |
| 400 m             | Christine Ohuruoguová 49,61                                                       | Nicola Sandersová 49,65                                                                                  | Novlene Williamsová-Millsová 49,66                                                              |
| 800 m             | Janeth Jepkosgei 1:56,04                                                          | Hasna Benhassi 1:56,99                                                                                   | Mayte Martínezová 1:57,62                                                                       |
| 1500 m            | Meriem Jusuf Džamalová 3:58,75                                                    | Iryna Liščynská 4:00,69                                                                                  | Daniela Jordanovová 4:00,82                                                                     |
| 5000 m            | Meseret Defarová 14:57,91                                                         | Vivian Cheruiyotová 14:58,50                                                                             | Priscah Jepleting Cheronová 14:59,21                                                            |
| 10 000 m          | Tiruneš Dibabaová 31:55,41                                                        | Kara Goucherová 32:02.05                                                                                 | Joanne Paveyová 32:03,81                                                                        |
| Maraton           | Catherine Nderebaová 2:30:37                                                      | Čou Čchun-siou 2:30:45                                                                                   | Rejko Tosaová 2:30:55                                                                           |
| 100 m př.         | Michelle Perryová 12,46                                                           | Perdita Felicienová 12,49                                                                                | Delloreen Ennisová-Londonová 12,50                                                              |
| 400 m př.         | Jana Rawlinsonová 53,31                                                           | Julija Pečonkinová53,50                                                                                  | Anna Jesieńová 53,92                                                                            |
| 3000 m př.        | Jekatěrina Volkovová 9:06,57                                                      | Taťjana Petrovová 9:09,19                                                                                | Eunice Jepkorirová 9:20,09                                                                      |
| Štafeta 4 × 100 m | USA 41,98 Laury Williamsová Allyson Felixová Mikeše Barberová Torri Edwardsová    | Jamajka 42,01 Sherry-Ann Brooksová Kerron Stewartová Simone Faceyová Veronica Campbellová                | Belgie 42,75 Olivia Borlée Hanna Mariënová Élodie Ouédraogová Kim Gevaertová                    |
| Štafeta 4 × 400 m | USA 3:18,55 DeeDee Trotterová Allyson Felixová Mary Winebergová Sanya Richardsová | Jamajka 3:19,73 Shericka Williamsová Shereefa Lloydová Davita Prendagastová Novlene Williamsová-Millsová | Velká Británie 3:20,04 Christine Ohuruoguová Marilyn Okorová Lee McConnellová Nicola Sandersová |
| Chůze na 20 km    | Olga Kaniskinová 1:30:09                                                          | Taťána Šemjakinová 1:30:42                                                                               | María Vascová 1:30:47                                                                           |
| Skok do výšky     | Blanka Vlašičová 2,05 m                                                           | Anna Čičerovová 2,03 m Antonietta Di Martinová 2,03 m                                                    | neudělena                                                                                       |
| Skok o tyči       | Jelena Isinbajevová 4,80 m                                                        | Kateřina Baďurová 4,75 m                                                                                 | Světlana Feofanovová 4,75 m                                                                     |
| Skok daleký       | Taťjana Lebeděvová 7,03 m                                                         | Ljudmila Kolčanovová 6,92 m                                                                              | Taťjana Kotovová 6,90 m                                                                         |
| Trojskok          | Yargelis Savigneová 15,28 m                                                       | Taťjana Lebeděvová 15,07 m                                                                               | Marija Šestaková 14,72 m                                                                        |
| Vrh koulí         | Valerie Viliová 20,54 m                                                           | Nadine Kleinertová 19,77 m                                                                               | Li Ling 19,38 m                                                                                 |
| Hod diskem        | Franka Dietzschová 66,61 m                                                        | Yarelis Barriosová 63,90 m                                                                               | Nicoleta Grasuová 63,40 m                                                                       |
| Hod kladivem      | Betty Heidlerová 74,76 m                                                          | Yipsi Morenová 74,74 m                                                                                   | Čang Wen-siou 74,39 m                                                                           |
| Hod oštěpem       | Barbora Špotáková 67,07 m                                                         | Christina Obergföllová 66,46 m                                                                           | Steffi Neriusová 66,42 m                                                                        |
| Sedmiboj          | Carolina Klüftová 7 032 bodů                                                      | Ludmila Blonská 6 832 bodů                                                                               | Kelly Sothertonová 6 510 bodů                                                                   |

## Medailové pořadí
| Umístění | Stát                   | Zlato | Stříbro | Bronz | Celkem |
| -------- | ---------------------- | ----- | ------- | ----- | ------ |
| 1.       | Spojené státy americké | 14    | 4       | 8     | 26     |
| 2.       | Keňa                   | 5     | 3       | 5     | 13     |
| 3.       | Rusko                  | 4     | 7       | 3     | 14     |
| 4.       | Etiopie                | 3     | 1       | -     | 4      |
| 5.       | Německo                | 2     | 2       | 3     | 7      |
| 6.       | Česko                  | 2     | 1       | -     | 3      |
| 7.       | Austrálie              | 2     | -       | -     | 2      |
| 8.       | Jamajka                | 1     | 6       | 3     | 10     |
| 9.       | Bahamy                 | 1     | 2       | -     | 3      |
| 9.       | Kuba                   | 1     | 2       | -     | 3      |
| 11.      | Velká Británie         | 1     | 1       | 3     | 5      |
| 12.      | Bělorusko              | 1     | 1       | 1     | 3      |
| 12.      | Čína                   | 1     | 1       | 1     | 3      |
| 14.      | Bahrajn                | 1     | 1       | -     | 2      |
| 15.      | Ekvádor                | 1     | -       | -     | 1      |
| 15.      | Estonsko               | 1     | -       | -     | 1      |
| 15.      | Finsko                 | 1     | -       | -     | 1      |
| 15.      | Chorvatsko             | 1     | -       | -     | 1      |
| 15.      | Nový Zéland            | 1     | -       | -     | 1      |
| 15.      | Panama                 | 1     | -       | -     | 1      |
| 15.      | Portugalsko            | 1     | -       | -     | 1      |
| 15.      | Švédsko                | 1     | -       | -     | 1      |
| 23.      | Itálie                 | -     | 2       | 1     | 3      |
| 24.      | Francie                | -     | 2       | -     | 2      |
| 24.      | Kanada                 | -     | 2       | -     | 2      |
| 24.      | Ukrajina               | -     | 2       | -     | 2      |
| 27.      | Španělsko              | -     | 1       | 2     | 2      |
| 28.      | Brazílie               | -     | 1       | -     | 1      |
| 28.      | Dominikánská republika | -     | 1       | -     | 1      |
| 28.      | Katar                  | -     | 1       | -     | 1      |
| 28.      | Maroko                 | -     | 1       | -     | 1      |
| 28.      | Norsko                 | -     | 1       | -     | 1      |
| 28.      | Slovinsko              | -     | 1       | -     | 1      |
| 28.      | Turecko                | -     | 1       | -     | 1      |
| 35.      | Polsko                 | -     | -       | 3     | 3      |
| 36.      | Belgie                 | -     | -       | 1     | 1      |
| 36.      | Japonsko               | -     | -       | 1     | 1      |
| 36.      | Kazachstán             | -     | -       | 1     | 1      |
| 36.      | Kypr                   | -     | -       | 1     | 1      |
| 36.      | Nizozemsko             | -     | -       | 1     | 1      |
| 36.      | Řecko                  | -     | -       | 1     | 1      |
| 36.      | Slovensko              | -     | -       | 1     | 1      |
| 36.      | Srí Lanka              | -     | -       | 1     | 1      |
| 36.      | Švýcarsko              | -     | -       | 1     | 1      |
| 36.      | Tunisko                | -     | -       | 1     | 1      |
| 36.      | Uganda                 | -     | -       | 1     | 1      |

## Galerie medailistů

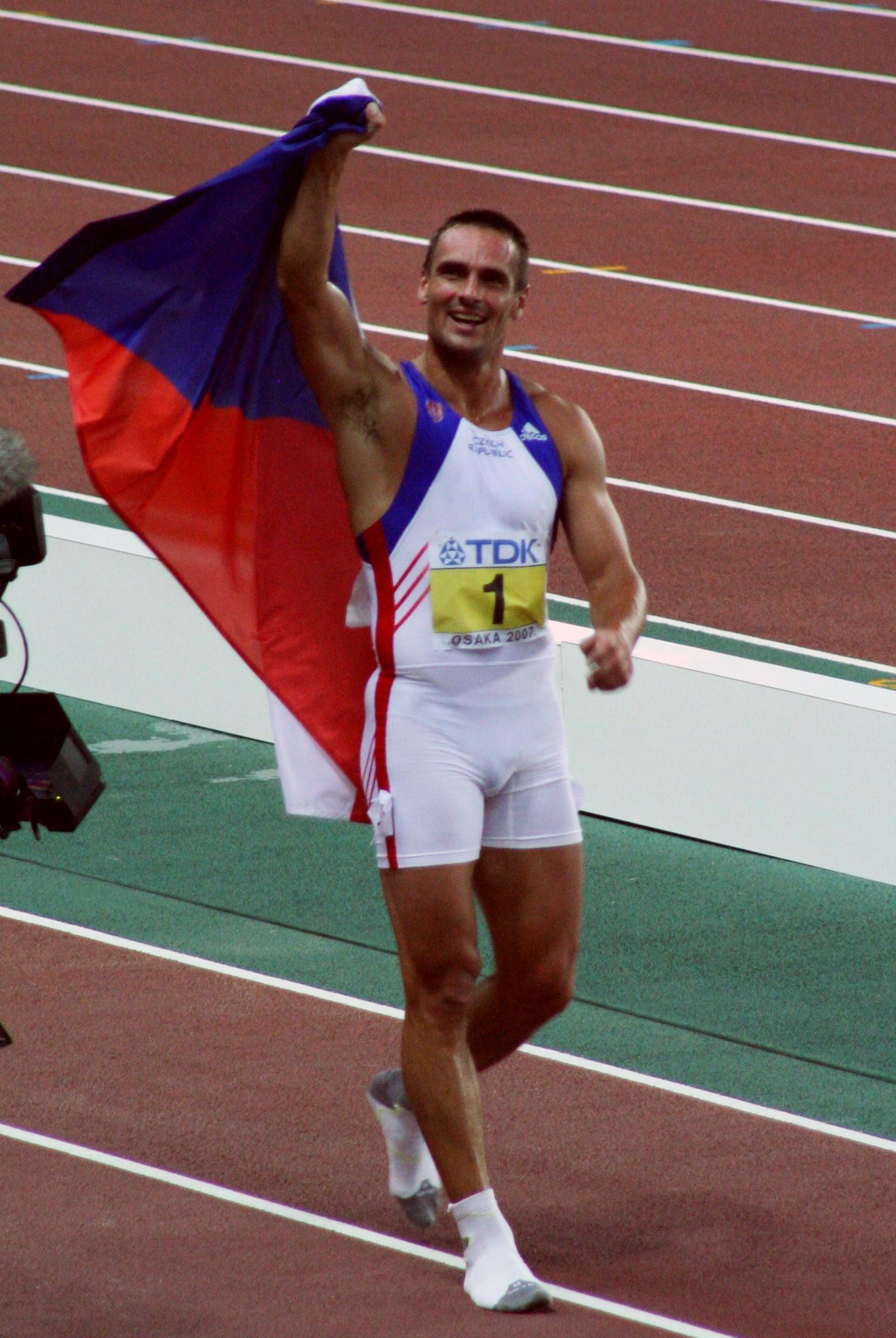
Roman Šebrle oslavuje vítězství v desetiboji.
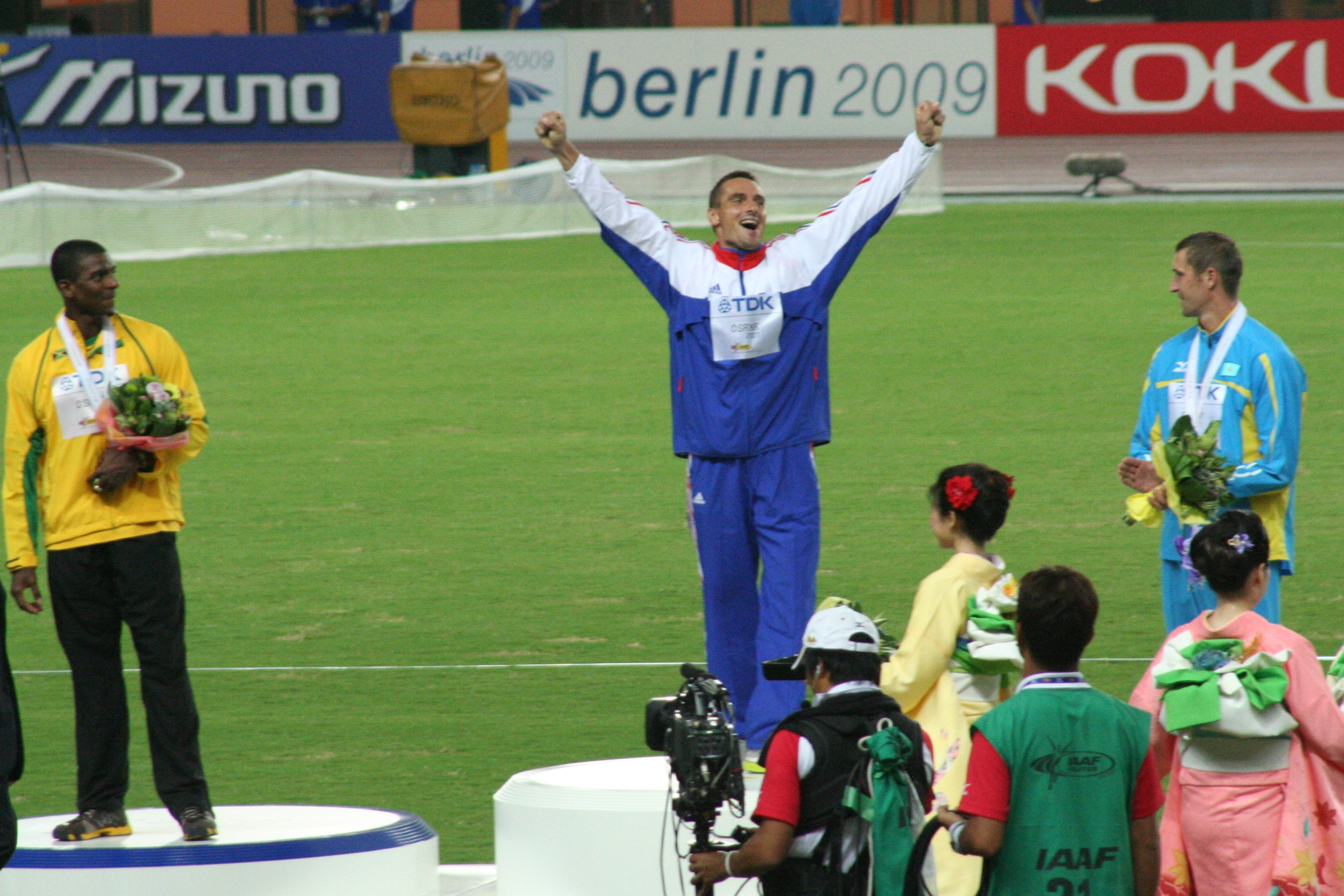
Vyhlášení vítězů desetiboje (zleva): stříbrný Maurice Smith, zlatý Roman Šebrle a bronzový Dmitrij Karpov.
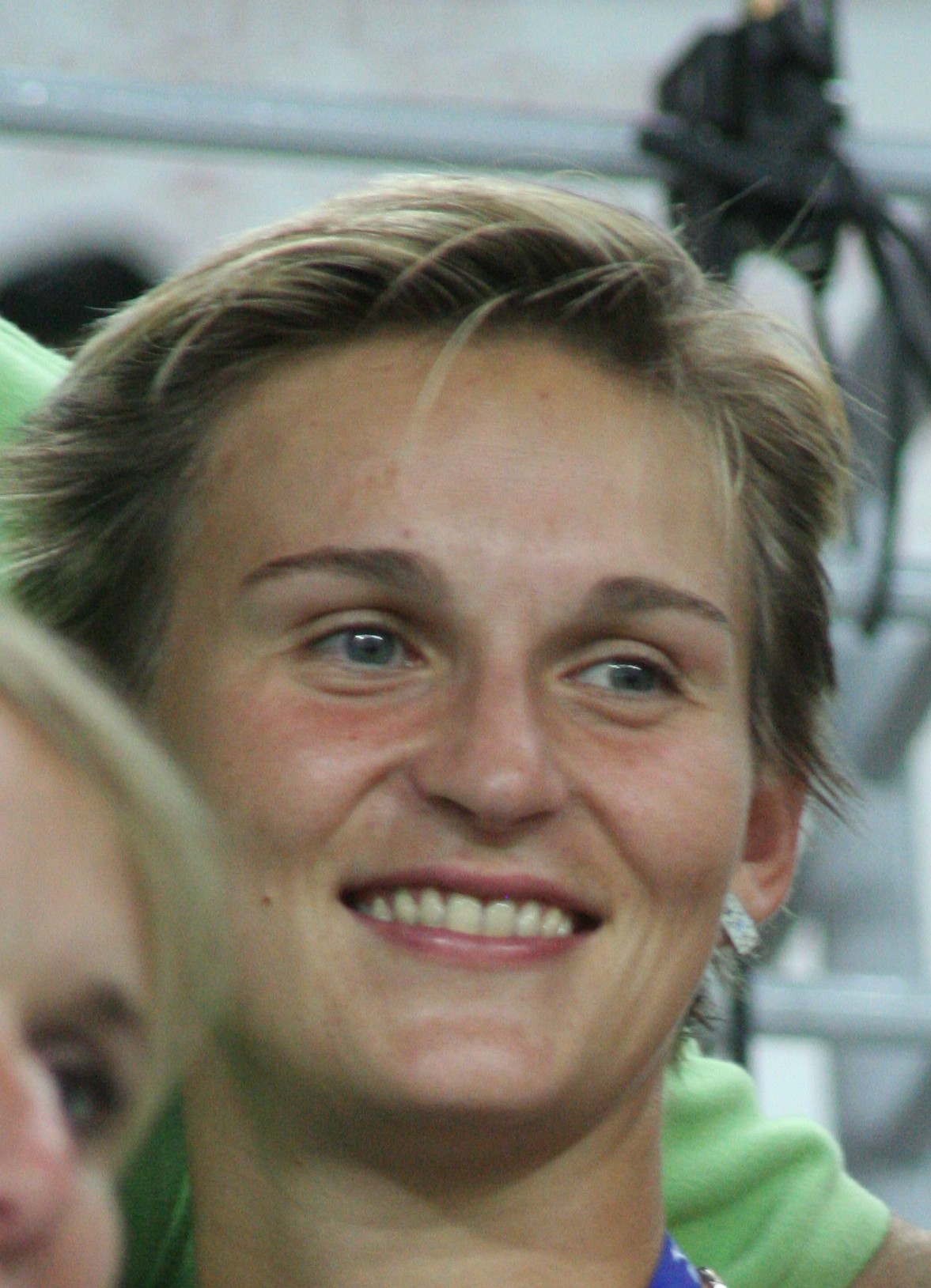
Vítězka v hodu oštěpem žen – Barbora Špotáková.
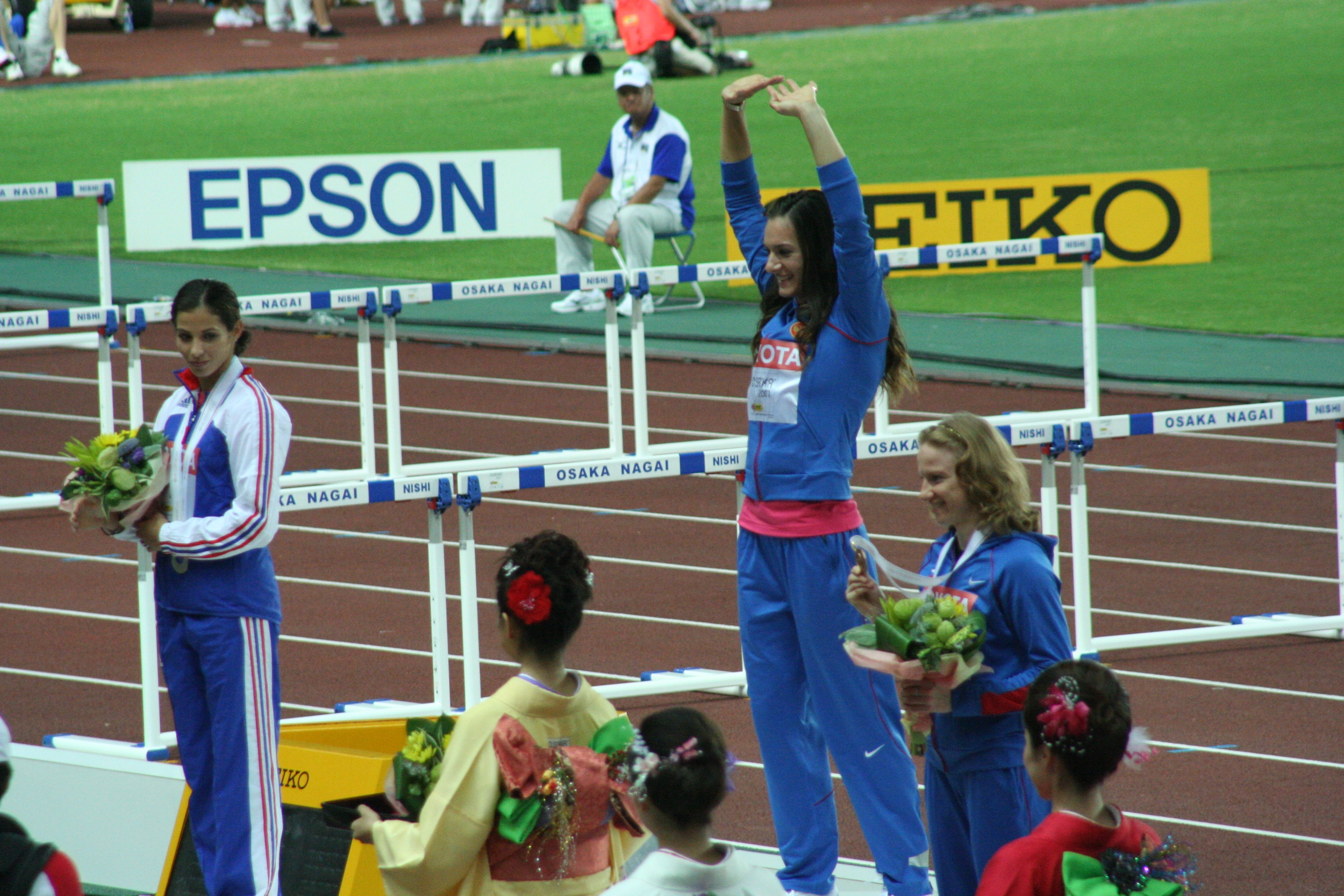
Vyhlášení vítězek skoku o tyči (zleva): stříbrná Kateřina Baďurová, zlatá Jelena Isinbajevová a bronzová Světlana Feofanovová.